# Béatrice Rodriguez
Béatrice Rodriguez (19 de octubre de 1959) es una deportista francesa que compitió en judo. Ganó dos medallas en el Campeonato Mundial de Judo en los años 1982 y 1986, y cinco medallas en el Campeonato Europeo de Judo entre los años 1982 y 1986.

## Palmarés internacional
| Campeonato Mundial | Campeonato Mundial        | Campeonato Mundial | Campeonato Mundial |
| Año                | Lugar                     | Medalla            | Categoría          |
| ------------------ | ------------------------- | ------------------ | ------------------ |
| 1982               | París (Francia)           | Medalla de oro     | –56 kg             |
| 1986               | Maastricht (Países Bajos) | Medalla de bronce  | –56 kg             |
| Campeonato Europeo |                           |                    |                    |
| Año                | Lugar                     | Medalla            | Categoría          |
| 1982               | Oslo (Noruega)            | Medalla de oro     | –56 kg             |
| 1983               | Génova (Italia)           | Medalla de bronce  | –56 kg             |
| 1984               | Pirmasens (RFA)           | Medalla de bronce  | –56 kg             |
| 1985               | Landskrona (Suecia)       | Medalla de oro     | –56 kg             |
| 1986               | Londres (Reino Unido)     | Medalla de oro     | –56 kg             |